# RTL 7
RTL 7 es un canal de televisión privado neerlandés propiedad de RTL Group. Comenzó sus emisiones el 1 de septiembre de 1995 y su programación se basa en la emisión de películas de acción, fútbol y deportes de motor.

## Historia
El canal comenzó sus emisiones el 1 de septiembre de 1995 con el nombre de Veronica y siendo propiedad conjunta entre RTL 4, RTL 5 y Veronica Association. Esta última originalmente formó parte de NPO, la televisión pública neerlandesa, desde 1997 pero abandonó la corporación para crear un canal privado.
En el año 2000 Veronica Association rompió su relación con RTL por lo que el canal pasó a ser propiedad de RTL únicamente. El 2 de abril de 2001 el canal cambió de nombre a Yorin aunque mantuvo la programación de Veronica y la mayoría de sus presentadores. Mientras tanto Verónica Association cerró un acuerdo para emitir Veronica en un canal del grupo SBS.
Finalmente el canal adoptó su nombre actual el 12 de agosto de 2005 simultáneamente al resto de canales del grupo, que pasaron a ser RTL 4, RTL 5 y RTL 7.
El 15 de octubre de 2009, RTL 7 y RTL 8 comenzaron a emitir en simulcast en alta definición (HD).

## Programación
La programación de RTL 7 se basa principalmente en la emisión de series, programas de entretenimiento y retransmisiones deportivas de distintas disciplinas como fútbol, dardos y deportes de motor, incluyendo cobertura de la Fórmula 1, MotoGP y el Rally Dakar.